# コンセルヴァトワール式
コンセルヴァトワール式（Conservatoire system）は、現在一般的で主流となっている、オーボエのキーシステムのこと。
19世紀に、トリエベールという人物が、それまでの不正確な音程や困難な演奏技術などと言った、オーボエの（演奏上の）欠点を改良するために開発した。彼の改良したこのキーシステムが、フランス国立音楽・演劇学校(現・パリ国立高等音楽・舞踊学校）に認められたため、コンセルヴァトワール式と呼ばれるようになった。
なお、音楽や舞踊の世界ではコンセルヴァトワールは一般にパリ国立高等音楽・舞踊学校を指して用いられることが多い。